# Saturn Aura
El Saturn Aura es un automóvil de tipo sedán mediano, con cuatro puertas y capacidad para cinco pasajeros. Posee un motor ubicado en la parte delantera y tracción también en la parte delantera. Este vehículo fue fabricado y comercializado por la filial Saturn de GM durante una única generación, desde 2006 hasta 2009. Es importante destacar que el lanzamiento del Aura precedió al de la séptima generación del Chevrolet Malibu, con el cual comparte plataforma y características afines.
El Aura hizo su debut inicial como prototipo en el Salón Internacional del Automóvil de América del Norte en enero de 2005, seguido por el modelo de producción que se presentó en el Salón del Automóvil de Nueva York en 2006. Al ser el sedán más grande dentro de la línea de vehículos de Saturn, la producción del modelo del año 2007 comenzó en Norteamérica durante el verano de 2006. Es relevante mencionar que el Aura sucedió al Saturn L-Series, el cual fue discontinuado después del modelo del año 2005. 
Aunque inicialmente Saturn no había planeado utilizar el nombre "Aura" para el vehículo de producción, el prototipo del automóvil resultó ser muy popular, lo que llevó a que se mantuviera dicho nombre para el modelo final. 
El Aura formó parte de un proceso de revitalización de productos llevado a cabo por Saturn, con el objetivo de hacer que la marca fuera más rentable y competitiva frente a las importaciones europeas.  La recepción del Aura fue muy positiva, tanto en términos de críticas como de ventas. En reconocimiento a su calidad y desempeño, el Saturn Aura fue galardonado como el Coche del Año en Norteamérica en el año 2007.
El concepto del Saturn Aura incorporaba un motor V6 de 3.6 litros con una potencia de 252 caballos de fuerza (186 kW), junto con una nueva transmisión automática de seis velocidades 6T70.  Esta configuración motriz fue ofrecida en el modelo de producción conocido como XR. Además, se presentaron otras opciones de motorización, como el V6 de 3.5 litros con 219 caballos de fuerza (163 kW), disponible en el modelo XE, y la  hybrid que contaba con un motor de cuatro cilindros en línea de 2.4 litros y 164 caballos de fuerza (122 kW), en comparación con los 170 caballos de fuerza (127 kW) del modelo de línea verde en 2007.
El Saturn Aura, desarrollado sobre la plataforma GM Epsilon platform, se comercializaba únicamente como un sedán y se fabricaba en la planta de ensamblaje de Fairfax en Kansas City, Kansas.
El Aura fue descontinuado después del año modelo 2010, coincidiendo con el cese de operaciones de la división Saturn. Se había planeado el lanzamiento de una segunda generación del Aura basada en el Insignia. Sin embargo, este plan se vio alterado, ya que el Insignia posteriormente se convirtió en la quinta generación del Buick Regal. 

## Diseño

### Exterior

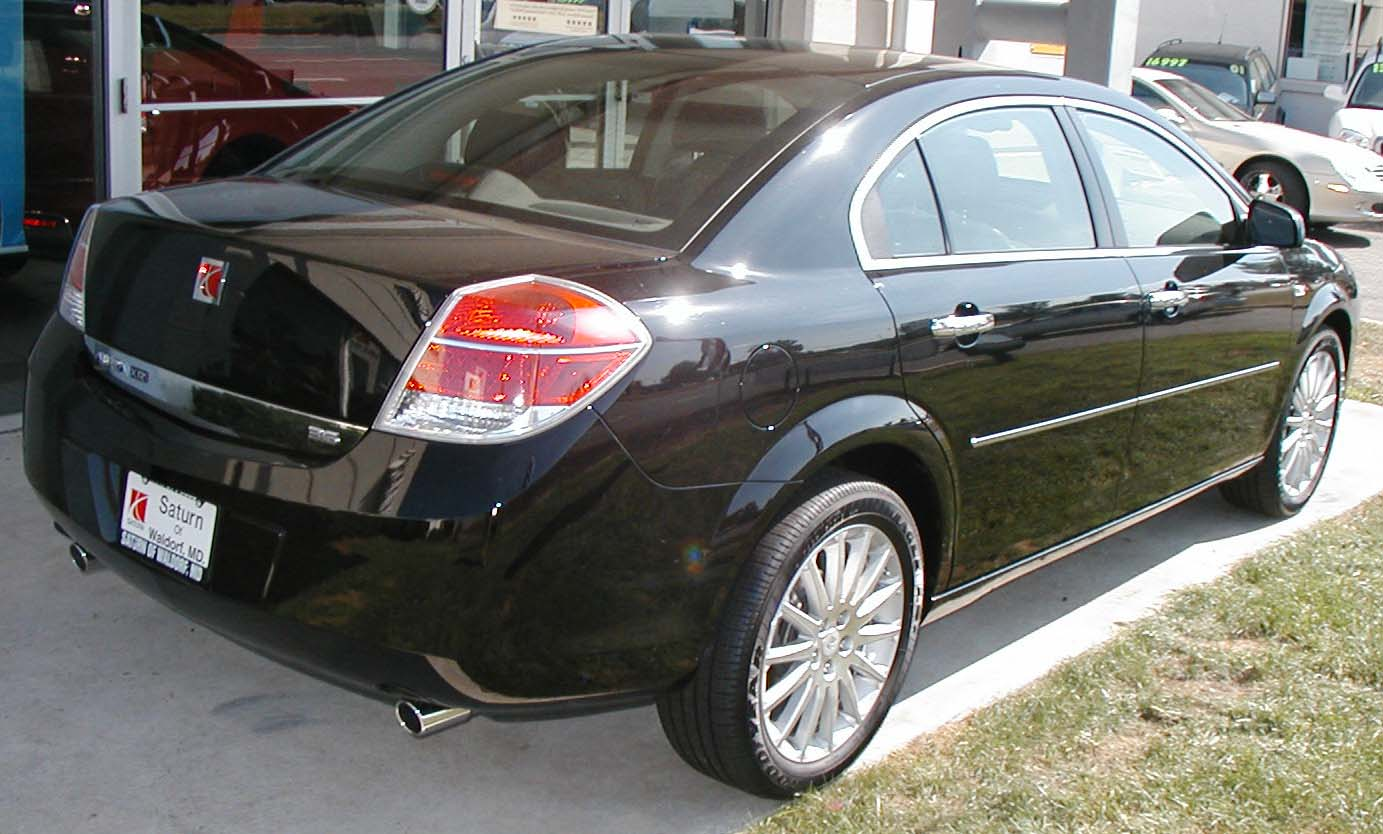
Vista trasera

Todos los modelos del Aura venían equipados de serie con espejos laterales plegables y luces de posición laterales. El diseño de las piezas de apariencia especial del Aura incluía características como una antena de radio integrada en la ventana trasera, un paquete de apariencia cromada disponible en los modelos XR, rines estándar de 17 pulgadas con cubiertas de cinco radios y neumáticos P225/50R17 para todas las estaciones en el XE. Además, los modelos XR contaban con ruedas estándar de aluminio mecanizado de 18 pulgadas y 14 radios, equipadas con neumáticos Goodyear Eagle LS2 P225/50R18 T de alto rendimiento.

### Interior

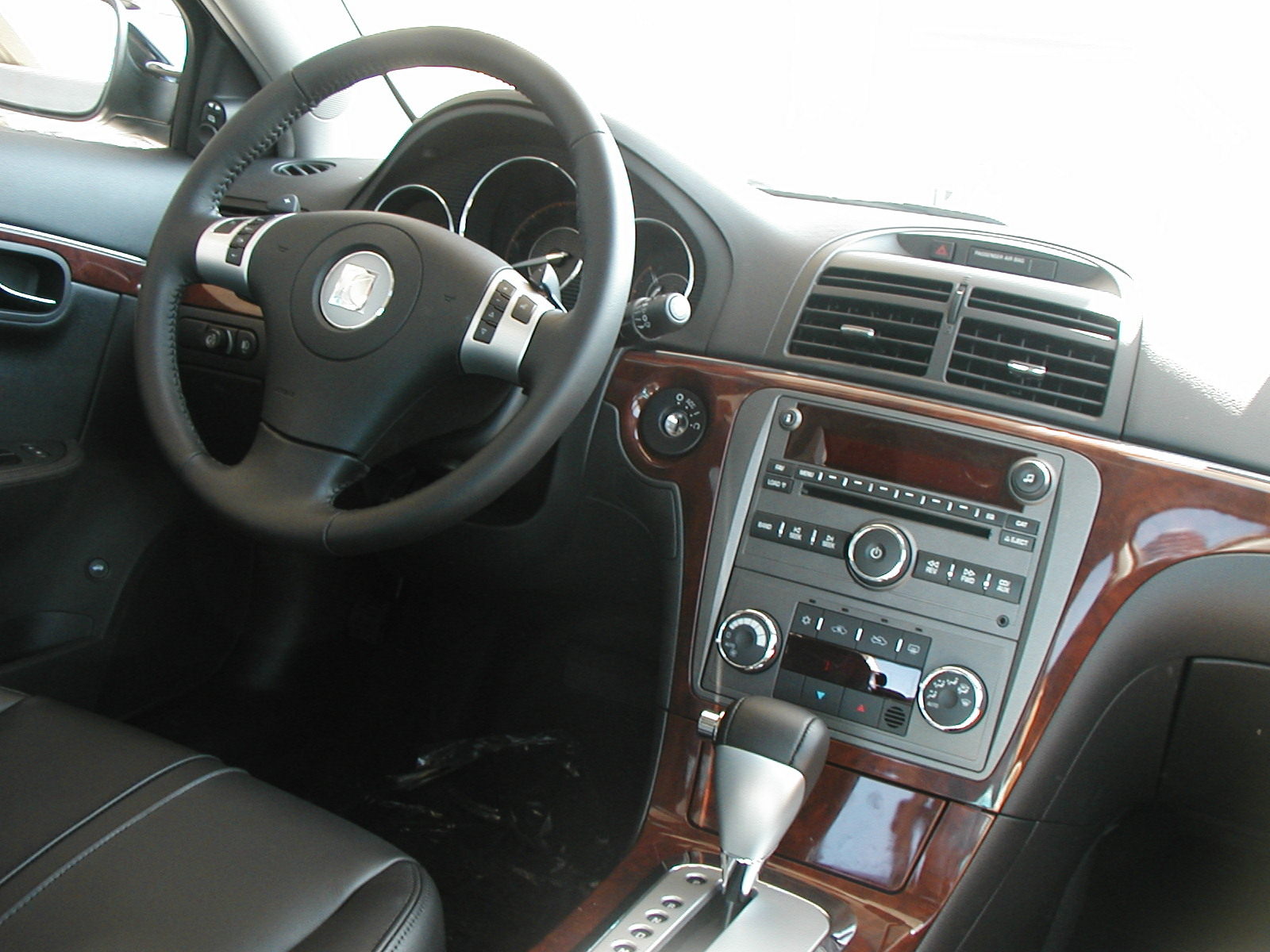
2007 Saturn Aura XR Interior

El interior del Aura marcó una nueva dirección para Saturn al adoptar un estilo más europeo. Este diseño interior se diferenciaba notablemente del del Ion, lo que generó críticas por parte de algunos sectores. En el modelo XR de lujo, el interior ofrecía la opción de asientos de cuero y levas de cambio, así como controles de radio en el asiento trasero.  Aunque el diseño, ajuste y acabado del interior del Aura fueron elogiados, también recibieron críticas debido al uso de materiales considerados como económicos. 
A pesar de ello, el Aura XR ofrecía una serie de características estándar que incluían control de clima automático, arranque remoto del vehículo, control de estabilidad Stabilitrak, controles de audio en los asientos traseros, asientos con calefacción, seis bolsas de aire, frenos de disco ABS en las cuatro ruedas, controles de audio en el volante, control remoto universal para el hogar, sistema OnStar y un sistema de información central para el conductor. 

## Modelos

### Aura XR

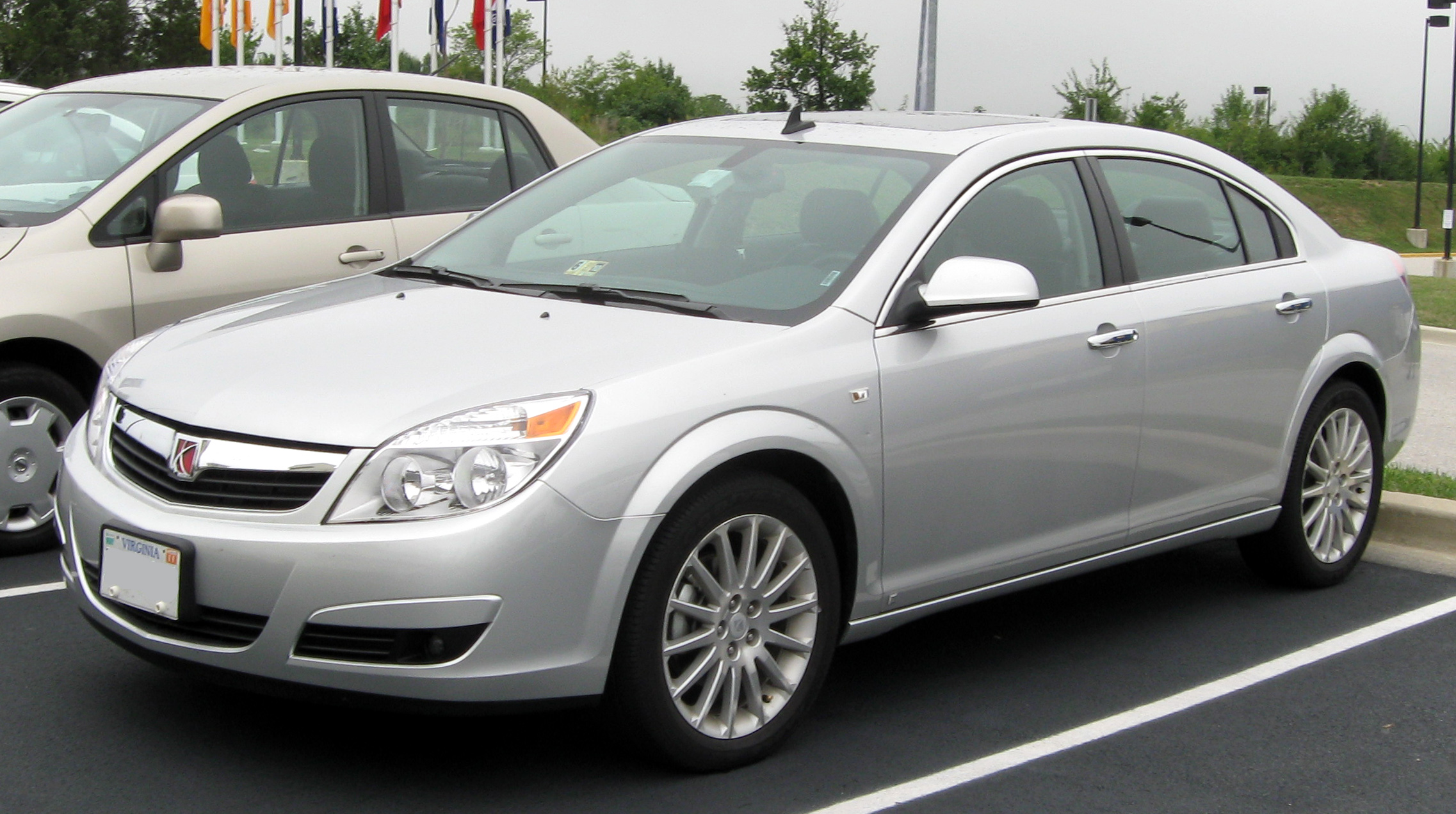
2009 Saturn Aura XR

El Aura XR se destacaba como el modelo de gama alta dentro de la línea Aura. Estaba equipado con un motor DOHC V6 de 3.6 litros con VVT, ofreciendo una potencia de 252 caballos de fuerza (188 kW) a 6200 rpm y un torque de 251 lb⋅ft (340 N⋅m) a 3100 rpm. Este motor, utilizado previamente en el Cadillac CTS y el Cadillac STS, marcaba su tercer uso en un automóvil de General Motors en Norteamérica. En conjunto con este motor de 3.6 litros, el Aura se convirtió en el primer automóvil de pasajeros de GM con tracción delantera en emplear la nueva transmisión automática de seis velocidades Hydra-Matic 6T70. Esta transmisión también presentaba TAPshift, permitiendo al conductor seleccionar marchas manualmente mediante levas ubicadas detrás del volante.
El Aura XR estaba diseñado como la versión orientada al rendimiento, caracterizada por una suspensión tensa pero no dura, junto con un motor más potente. Los colores interiores disponibles para el XR incluían cuero tostado y gris (también disponibles en el XE), así como cuero negro o marrón Marruecos específico del XR, mientras que la tela era la opción estándar. Otras características estándar incluían el paquete de audio avanzado, llantas de aleación de 18 pulgadas, manijas de las puertas exteriores cromadas y arranque remoto del vehículo.
Dadas las raíces europeas del Saturn Aura 2007, su chasis también fue utilizado para el Saab 9-3. El Aura además empleaba dirección asistida hidráulica (solo modelos V-6), proporcionando una retroalimentación más precisa y una sensación de manejo más lineal en comparación con las unidades de asistencia eléctrica más comunes. Para el año 2009, se introdujo una versión XR de nivel básico que incluía llantas de aleación de 17 pulgadas y 10 radios, el motor LE5 Ecotec de 2.4 litros acoplado a la nueva transmisión automática 6T40 de 6 velocidades de GM con TAPshift, mientras que el VVT de 3.6 litros con llantas de 18 pulgadas era una opción opcional.

### Aura XE

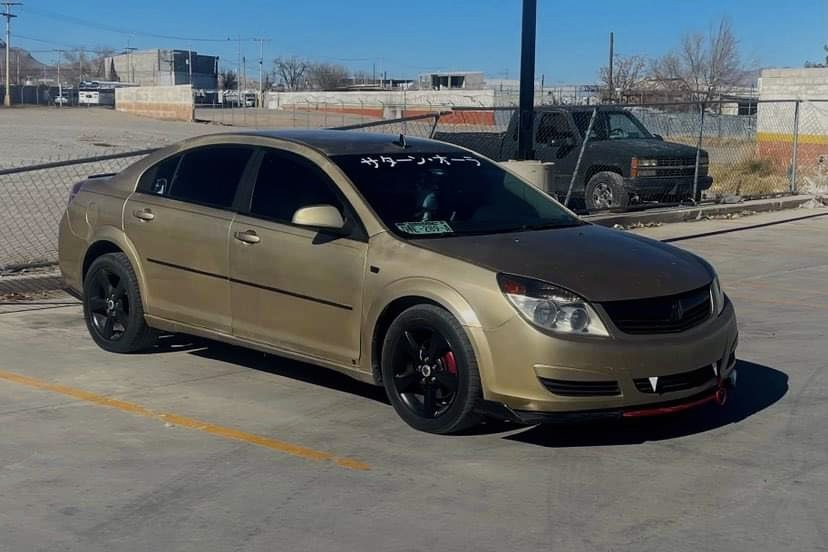
2008 Saturn Aura XE (Modificado)

La versión base del Saturn Aura era el modelo XE. Equipado con el motor VVT V6 (LZ4) de 3.5 litros, este motor se combinaba con la transmisión automática de cuatro velocidades 4T45-E, ofreciendo una potencia de 219 caballos de fuerza (163 kW) y un torque de 220 lb⋅ft (300 N⋅m). El Aura XE venía de serie con características como control de tracción, seis bolsas de aire, transmisión automática, faros automáticos, reproductor de CD con entrada auxiliar, y rines de 17 pulgadas, entre otros.
El Aura XE contaba con una suspensión más suave, aunque aún ofrecía un buen manejo. Una versión de edición especial del XE incluía mejoras en el equipamiento, así como la opción de elegir entre cuero negro o marrón Marruecos, exclusivamente disponibles para el XR, junto con nuevas llantas de aleación mecanizadas de 18 pulgadas, exclusivas para el XE.
A partir del modelo 2008, se introdujo el motor LE5 Ecotec de 4 cilindros y 2.4 litros, disponible con la transmisión automática de 4 velocidades 4T45-E. Para el año 2009, este motor estándar de 4 cilindros se combinó con la nueva transmisión automática 6T40 de 6 velocidades de GM con TAPshift como equipo estándar. Esto mejoró el rendimiento general y aumentó la economía de combustible, alcanzando 22 millas por galón en ciudad y 33 millas por galón en carretera, en comparación con las 22 millas por galón en ciudad y 30 millas por galón en carretera del año 2008.